# Symmetrieaxioma van Freiling
De symmetrieaxioma van Freiling  (AX) is een verzameling-theoretisch axioma dat werd voorgesteld door Chris Freiling. Het is gebaseerd op de intuïtie van Stuart Davidson, maar de wiskunde erachter gaat terug op de Poolse wiskundige Wacław Sierpiński.
Laat A de verzameling van functies zijn die getallen in het eenheidsinterval [0,1] afbeelden op de aftelbare deelverzamelingen in hetzelfde interval. Het axioma AX luidt als volgt:
Voor elke f in A bestaat er een x en y zodanig dat x niet voorkomt in f(y) en y niet voorkomt in f(x).